# Catalina Castañová
Catalina Castañová, rodným jménem Catalina Castaño Alvarez (* 7. července 1979 Pereira, Risaralda) je kolumbijská profesionální tenistka. Ve své dosavadní kariéře vyhrála na okruhu WTA Tour jeden turnaj ve čtyřhře. V rámci okruhu ITF získala do srpna 2012 šest titulů ve dvouhře a dva ve čtyřhře.
Na žebříčku WTA byla ve dvouhře nejvýše klasifikována v červenci 2006 na 35. místě a ve čtyřhře pak v červenci 2008 na 82. místě. K podzimu 2012 byla nejvýše postavenou Jihoamerickou tenistkou ve dvouhře, kterou se stala v listopadu 2006. Od sezóny 2004 ji trénoval v Peru narzený britský kouč Pablo Giacopelli. K sezóně 2012 byla bez trenéra.
Od sezóny 2005 porazila několik hráček elitní dvacítky světové klasifikace, jakými byly Nicole Vaidišová, Anna-Lena Grönefeldová, Patty Schnyderová, Paola Suárezová či Li Na. Na Panamerických hrách 2011 v Guadalajaře vybojovala bronzovou medaili ve dvouhře. Kolumbii také reprezentovala na athénských Hrách XXVIII. olympiády.
Ve fedcupovém týmu Kolumbie debutovala v roce 1996 utkáním 1. skupiny Americké zóny proti Chile, v němž prohrála dvouhru s Paulou Cabezasovou. Do  září 2012 v soutěži nastoupila ke čtyřiceti čtyřem mezistátním utkáním s bilancí 29–15 ve dvouhře a 17–5 ve čtyřhře.

## Finálové účasti na turnajích WTA Tour
| Legenda                           |
| --------------------------------- |
| D – dvouhra; Č – čtyřhra          |
| Grand Slam (0)                    |
| WTA Tour Championships (0)        |
| Premier Mandatory & Premier 5 (0) |
| Premier (0)                       |
| International (0–1 D; 1–0 Č)      |

### Dvouhra: 1 (0–1)

#### Finalistka
| Č. | Datum             | Turnaj   | Povrch | Vítězka         | Výsledek |
| -- | ----------------- | -------- | ------ | --------------- | -------- |
| 1. | 31. července 2005 | Budapešť | antuka | Anna Smašnovová | 2-6, 2-6 |

### Čtyřhra: 1 (1–0)

#### Vítězka
| Č. | Datum             | Turnaj | Povrch | Spoluhráčka               | Finalistky                              | Výsledek         |
| -- | ----------------- | ------ | ------ | ------------------------- | --------------------------------------- | ---------------- |
| 1. | 22. července 2012 | Båstad | antuka | Mariana Duqueová Mariñová | Eva Hrdinová Mervana Jugićová-Salkićová | 4–6, 7–5, [10–5] |

## Postavení ve dvouhře na konečném žebříčku WTA
| Rok    | 1996 | 1997   | 1998   | 1999   | 2000   | 2001   | 2002   | 2003   | 2004   | 2005  | 2006  | 2007   | 2008   | 2009   | 2010   | 2011   |
| Pořadí | 846  | ▼ 932. | ▲ 509. | ▲ 226. | ▲ 143. | ▲ 122. | ▼ 201. | ▲ 133. | ▲ 110. | ▲ 59. | ▲ 55. | ▼ 115. | ▼ 147. | ▼ 219. | ▲ 183. | ▼ 251. |